# Halictus nikolskayae
Halictus nikolskayae is een vliesvleugelig insect uit de familie Halictidae. De wetenschappelijke naam van de soort is voor het eerst geldig gepubliceerd in 2006 door Pesenko.